# Bahnradsport-Weltmeisterschaften 1983

Die Bahnradsport-Weltmeisterschaften 1983 auf der Offenen Rennbahn Zürich-Oerlikon

Die Bahnradsport-Weltmeisterschaften 1983 fanden vom 23. bis 28. August 1983 auf der Offenen Rennbahn Zürich-Oerlikon statt.
Aus Anlass dieser WM wurde die „altehrwürdige“ Zürcher Radrennbahn nochmals renoviert, mit Flutlicht ausgestattet sowie mit neuen Sitz- und Stehplätzen.
Bei den Frauen waren insgesamt nur 21 Fahrerinnen am Start. Einige bekannte Fahrerinnen, wie Sheila Young oder Sue Novara, waren zurückgetreten. Aus den osteuropäischen Staaten war keine einzige Bahn-Sportlerin angereist, was den Radsport wunderte: „Dabei wurde der Frauenradsport einst auf sowjetische Initiative hin WM-Disziplin.“ Über die Gründe konnte nur spekuliert werden, ob der Grund für diese Abstinenz war, dass Frauenradsport keine olympische Disziplin war, und sich die „Ostblock-Länder“ auf diese Disziplinen konzentrierten, oder ob man verschärften Doping-Kontrollen aus dem Wege ging.
Die Mannschaft des Bundes Deutscher Radfahrer sorgte für einen Doping-Skandal: Die Tandem-Fahrer Fredy Schmidtke und Dieter Giebken sowie die Sprinterin Claudia Lommatzsch wurden positiv auf Ephedrin getestet. Den drei Sportlern wurden ihre Medaillen aberkannt, und sie selbst für einen Monat gesperrt. Diese Entscheidung wurde im November desselben Jahres jedoch vom Weltradsportverband Union Cycliste Internationale (UCI) revidiert. Lommatzsch hatte allerdings aufgrund dieser Vorgänge schon ihren umgehenden Rücktritt vom Radsport erklärt.

## Resultate Frauen
| Disziplin                       | Platz | Land               | Athlet             |                                    |
| ------------------------------- | ----- | ------------------ | ------------------ | ---------------------------------- |
| Sprint                          | 1     | Vereinigte Staaten | Connie Paraskevin  | 12,60 s (2.), 12,24 s. (3.)        |
| 10 Starterinnen aus 7 Verbänden | 2     | Deutschland        | Claudia Lommatzsch |                                    |
|                                 | 3     | Frankreich         | Isabelle Nicoloso  | 13,4 s. (1), zweiter Lauf kampflos |
| Einerverfolgung (3000 m)        | 1     | Vereinigte Staaten | Connie Carpenter   | 3:52,31 min.                       |
| 11 Starterinnen aus 8 Verbänden | 2     | Vereinigte Staaten | Cindy Olavarri     | 3:52,48 min.                       |
|                                 | 3     | Frankreich         | Jeannie Longo      | 3:53,39 min.                       |

## Resultate Männer

### Profis
| Sprint                      | 1 | Japan              | Kōichi Nakano                           | 10,82 (1.), 10,84 (s.) |  |
| 11 Starter aus 6 Verbänden  | 2 | Frankreich         | Yavé Cahard                             |                        |  |
|                             | 3 | Italien            | Ottavio Dazzan                          | 11,14 (2.), 11,09 (s.) |  |
| Einerverfolgung (5000 m)    | 1 | Australien         | Steele Bishop                           |                        |  |
| 7 Starter aus 5 Verbänden   | 2 | Schweiz            | Robert Dill-Bundi                       | eingeholt              |  |
|                             | 3 | Danemark           | Hans-Henrik Ørsted                      | 5:53,97 min.           |  |
| Keirin                      | 1 | Schweiz            | Urs Freuler                             |                        |  |
| 16 Starter aus 10 Verbänden | 2 | Australien         | Danny Clark                             |                        |  |
|                             | 3 | Vereinigte Staaten | Gilbert Hatton                          |                        |  |
| Punktefahren                | 1 | Schweiz            | Urs Freuler                             | 84 Pkt.                |  |
| 18 Starter aus 11 Verbänden | 2 | Italien            | Guido Bontempi                          | 60 Pkt.                |  |
|                             | 3 | Australien         | Gary Sutton                             | 60 Pkt.                |  |
| Steherrennen (1 Stunde)     | 1 | Italien            | Bruno Vicino (hinter Domenico De Lillo) | 68,333 km              |  |
| 13 Starter aus 6 Verbänden  | 2 | Niederlande        | René Kos (hinter Bruno Walrave)         | + 10 Meter             |  |
|                             | 3 | Niederlande        | Martin Havik (hinter Joop Zijlaard)     | + 30 Meter             |  |

### Amateure
| Disziplin                        | Platz | Land                                    | Athlet                                                      | Zeit                   |
| -------------------------------- | ----- | --------------------------------------- | ----------------------------------------------------------- | ---------------------- |
| Sprint                           | 1     | Deutschland Demokratische Republik 1949 | Lutz Heßlich                                                | 10,61 (1.), 10,67 (2.) |
| 43 Starter aus 20 Verbänden      | 2     | Sowjetunion                             | Sergei Kopylow                                              |                        |
|                                  | 3     | Deutschland Demokratische Republik 1949 | Michael Hübner                                              | 10,92 (1.), 10,65 (2.) |
| Zeitfahren (1000 m)              | 1     | Sowjetunion                             | Sergei Kopylow                                              | 1:03,94 min.           |
| 24 Starter aus 23 Verbänden      | 2     | Deutschland                             | Gerhard Scheller                                            | 1:05,02 min.           |
|                                  | 3     | Deutschland Demokratische Republik 1949 | Lothar Thoms                                                | 1:05,07 min.           |
| Tandem                           | 1     | Frankreich                              | Philippe Vernet/Franck Dépine                               | 10,40 (1.), 10,30 (2.) |
| 7 Teams aus 7 Verbänden          | 2     | Tschechien                              | Ivan Kučírek/Pavel Martínek                                 |                        |
|                                  | 3     | Deutschland                             | Dieter Giebken/Fredy Schmidtke                              |                        |
| Einerverfolgung (4000 m)         | 1     | Sowjetunion                             | Wiktor Kupowez                                              | 4:37,89 min.           |
| 36 Starter aus 20 Verbänden      | 2     | Deutschland Demokratische Republik 1949 | Bernd Dittert                                               | 4:41,15 min.           |
|                                  | 3     | Sowjetunion                             | Dainis Liepiņš                                              | 4:41,22 min.           |
| Mannschaftsverfolgung (4000 m)   | 1     | Deutschland                             | Rolf Gölz/Roland Günther/ Gerhard Strittmatter/Michael Marx | 4:19,03 min.           |
| 18 Teams aus 18 Verbänden        | 2     | Deutschland Demokratische Republik 1949 | Carsten Wolf/Mario Hernig/ Bernd Dittert/Hans-Joachim Pohl  | 4:19,64 min.           |
|                                  | 3     | Tschechien                              | Pavel Soukup/Aleš Trčka/ František Raboň/Robert Štěrba      | 4:24,20 min.           |
| Punktefahren (50 km)             | 1     | Danemark                                | Michael Marcussen                                           | 46 Pkt.                |
| 24 Starter aus 23 Verbänden      | 2     | Deutschland Demokratische Republik 1949 | Hans-Joachim Pohl                                           | 30 Pkt.                |
|                                  | 3     | Sowjetunion                             | Jonas Romanovas                                             | 10 Pkt.                |
| Steherrennen (Finale über 50 km) | 1     | Deutschland Bundesrepublik              | Rainer Podlesch (hinter Dieter Durst)                       | 42:07,56 min.          |
| 18 Starter aus 8 Verbänden       | 2     | Niederlande                             | Mattheus Pronk (hinter Norbert Koch)                        | + 10 Meter             |
|                                  | 3     | Schweiz                                 | Walter Baumgartner (hinter Ueli Luginbühl)                  | + 50 Meter             |